# Hammer DeRoburt
Hammer DeRoburt (Nauru, 25 de septiembre de 1922-Melbourne, 15 de julio de 1992) fue un político nauruano, el primer presidente de Nauru. 
Falleció en Australia por diabetes el 15 de julio de 1992 a sus 69 años.

## Presidencia
DeRoburt tuvo cuatro mandatos en la presidencia de este país:
1. 31 de enero de 1968 - 22 de diciembre de 1976
2. 15 de mayo de 1978 - 17 de septiembre de 1986
3. 1 de octubre de 1986 - ?? de diciembre de 1986
4. ?? de diciembre de 1986 - 17 de agosto de 1989

- Datos: Q336231
- Multimedia: Hammer DeRoburt / Q336231